# Friedrich Tischbein
Friedrich Wilhelm Christian Paul August Berthold Tischbein (* 4. Dezember 1880 in Rostock; † 15. März 1970 in Überlingen) war ein deutscher Jurist, Diplomat und Ministerialbeamter.

## Leben
Friedrich Tischbein entstammte der Künstlerfamilie Tischbein und war ein Enkel von Albrecht (Johann Heinrich) Tischbein. Er war ein Sohn des Zivilingenieurs Alfred Tischbein und dessen Frau Marie, geb. Militz.
Friedrich Tischbein besuchte die Große Stadtschule Rostock bis zum Abitur Michaelis 1898, das er als zweitbester seines Jahrgangs ablegte. Er begann sein Studium an der Universität Heidelberg, wechselte an die Universität Leipzig und war von April 1900 bis April 1902 an der Universität Rostock für ein Studium der Rechtswissenschaften immatrikuliert. Hier schloss er 1902 seine Promotion ab.
Er wurde 1902 Gerichtsreferendar und 1905 Gerichtsassessor. Ab 1907 war er in der Kommunalverwaltung, bevor er 1909 Stadtrichter in Rostock wurde. Am 1. April 1913 wurde er als Ministerialassessor in das Innenministerium von Mecklenburg-Schwerin berufen. Mitte November 1913 wurde er Landesherrlicher Kommissar für die Polizeiangelegenheiten der Residenzstadt Schwerin. Im April 1914 erfolgte seine Beförderung zum Ministerialrat.
Von Oktober 1919 bis zur Auflösung der Gesandtschaft Anfang 1934 war er im Rang eines Ministerialdirektors Gesandter von Mecklenburg-Schwerin in Preußen und stellvertretender Bevollmächtigter des Landes Mecklenburg-Schwerin zum Reichsrat. Im Reichsrat war er zusätzlich u. a. auch Vertretung für Bremen und Lübeck. Im Juni 1921 wurde er als Stellvertreter in das Präsidium der Nationalstiftung für die Hinterbliebenen der im Kriege Gefallenen entsandt, Ende Juni 1922 in den Beirat der Reichsmonopolverwaltung und im Juli 1922 in den Beirat gemäß § 11 des Süßstoffgesetzes gewählt.
Mitte Juli 1933 vernahm er den als „Jude“ beurlaubten Hans Moral. In dessen Folge hatte Moral die Hoffnung auf eine Wiedereinsetzung in sein Amt. Er hoffte auf die im Gesetz festgelegte Ausnahme für hervorragend bewährte Beamte. Die medizinische Fakultät der Universität verfasste aber keinerlei Stellungnahme oder Gutachten und blieb untätig. Moral unternahm einen Suizidversuch, an dessen Folgen er starb. Das Untersuchungsverfahren wurde erst nach Morals Tod abgeschlossen und stellte u. a. fest, dass die erhobenen Vorwürfe in keinem Fall belegt werden konnten.
Von Februar 1934 bis November 1934 war er Leiter der Vertretung Mecklenburgs in Berlin. Im Dezember 1934 wechselte er in den Reichsdienst und wurde Leiter der Haushaltsabteilung im Wehrmachtsamt des Reichswehrministeriums. Ab 1938 folgte seine Verwendung als Chef der Wehrmachtshaushalt- und Verwaltungsabteilung (Abt. WH) im Oberkommando der Wehrmacht. 1940 wurde er als Vertreter der Wehrmacht Mitglied des Verwaltungsrates der Reichskreditkasse.
Nach dem Krieg war er kurz in Kriegsgefangenschaft und war ab 1946 in leitender Stellung im Aufsichtsamt für das Versicherungswesen in Hamburg.
Tischbein war ein Alter Herr der Studentenverbindung Leonensia Heidelberg und wurde im Rahmen der nationalsozialistischen Gleichschaltung der Studentenverbindungen im Juli 1933 zum Verbindungsführer gewählt. Als Verbindungsführer konnte er verbindliche Entscheidungen treffen, ohne an Weisungen der Verbindung gebunden zu sein.
Am 22. April 1910 heiratete er Erna Wiechelt.

## Nachlass
Tischbeins Manuskript Aus dem Reichsrat: Erinnerungen eines mecklenburgischen stellvertretenden Bevollmächtigten zum Reichsrat wurde 1959 vom Bundesarchiv erworben. Die Erinnerungen enthalten auch die Protokolle der Vollsitzungen des Reichsrates und stichwortartige persönliche Notizen aus seiner Zeit als Vertreter für Mecklenburg-Schwerin im Reichsrat.

## Auszeichnungen
- Mecklenburg-Schwerinsches Militärverdienstkreuz am roten Bande (22. Mai 1915)[13]
- Imperialer Orden vom Joch und den Pfeilen (Spanien), Großoffizier Nr. 96 (20. Januar 1943)

## Werke
- Die gesetzlichen Konkurrenzverbote des Handelsrechts. Inaugural-Dissertation, Rostock: H. Winterberg's Buchdruckerei 1902